# (32656) 4711 P-L
4711 P-L (asteroide 32656) é um asteroide da cintura principal. Possui uma excentricidade de 0.19151620 e uma inclinação de 3.67032º.
Este asteroide foi descoberto no dia 24 de setembro de 1960 por Cornelis Johannes van Houten e Ingrid van Houten-Groeneveld e Tom Gehrels em Palomar.